# Simli
 (mars 2025).
Simli (en népalais : सिम्ली) est un comité de développement villageois du Népal situé dans le district de Rukum. Au recensement de 2011, il comptait 5 316 habitants.